# Велике з'єднання

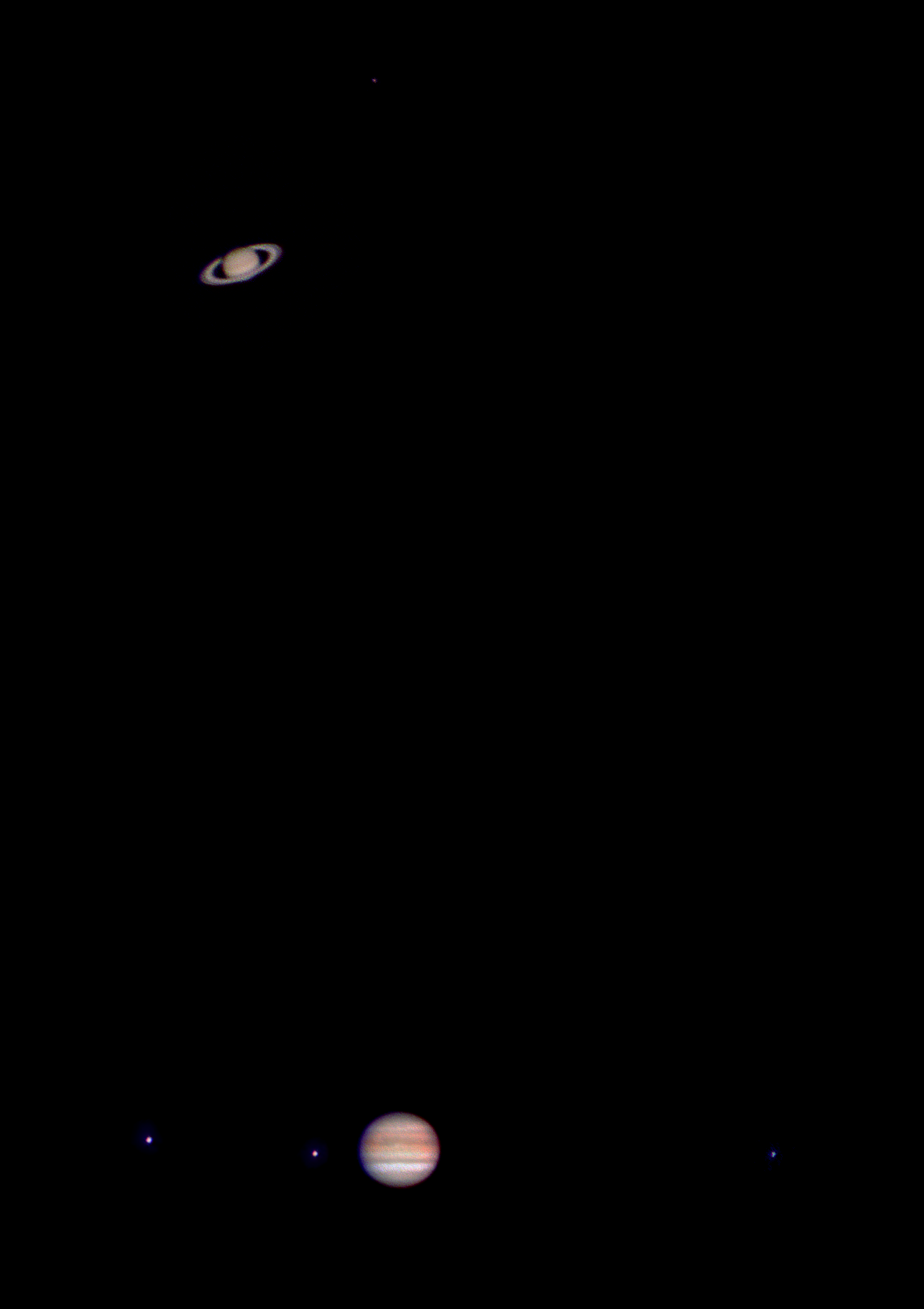
Змонтоване фото великого з'єднання 2020 року, виконане за 4 години до найбільшого зближення (Юпітер згори, Сатурн знизу

Велике з'єднання — сполучення планет Юпітер і Сатурн, коли ці дві планети перебувають найближче одна до одної на небі. Такі сполучення трапляються в середньому кожні 19.859 років коли Юпітер «обганяє» Сатурн у небі завдяки поєднаному ефекту орбітального періоду Юпітера тривалістю приблизно 11,9 року та 29,5-річного орбітального періоду Сатурна. (однак цей інтервал може бути на кілька місяців довшим або коротшим). Останнє велике з'єднання відбулося 21 грудня 2020 року. Протягом великого з'єднання 2020, ці дві планети були відокремлені в небі одна від одної на як мінімум 6 кутових хвилин, що було найближчою відстанню між цими двома планетами починаючи з 1623 року.

## Перелік великих з'єднань (1800 - 2100)
На діаграмі, наведеній нижче, елонгація вказує на відокремлення Сатурна від Сонця. Малі елонгації (менше, ніж 20°) вказують на те, що з'єднання  важко побачити через близькість планет, що з'єднуються, до Сонця. З'єднання відбуваються щонайменше у двох системах координат. З'єднання при прямому сходженні небесних тіл вимірюються набором координат на основі небесного екватора . Друга система базується на екліптиці; екліптичні відокремлення зазвичай менші. Варто уваги, що точний момент з'єднання може побачити не кожен спостерігач, оскільки дві планети знаходяться над горизонтом не у кожному місці, або з’єднання відбувається в денний час у місці перебування спостерігача.
| Дата                   | Час (UTC) | Положення Юпітера відносно Сатурна | Елонгація Сатурна (від Сонця) | Сузір'я  | Примітки                                 |
| ---------------------- | --------- | ---------------------------------- | ----------------------------- | -------- | ---------------------------------------- |
| 21 липня 1802 року     | 03:22:00  | 42 ' південь                       | 37,9 ° схід                   | Лев      |                                          |
| 25 червня 1821 року    | 00:05:09  | 1 ° 15 ' північ                    | 67,5 ° захід                  | Риби     | Потрійне з'єднання                       |
| 22 листопада 1821 року | 23:49:55  | 1 ° 20 ' північ                    | 140,2 ° схід                  | Риби     | Потрійне з'єднання                       |
| 23 грудня 1821 року    | 09:28:49  | 1 ° 22 ' північ                    | 108,5 ° схід                  | Риби     | Потрійне з'єднання                       |
| 25 січня 1842 року     | 22:22:31  | 32 ' південь                       | 26,8 ° захід                  | Стрілець |                                          |
| 25 жовтня 1861 р       | 15:11:20  | 52 ' південь                       | 43,1 ° захід                  | Лев      |                                          |
| 22 квітня 1881 р       | 11:58:20  | 1 ° 18 ' північ                    | 1,0 ° схід                    | Овен     | Занадто близько до Сонця, щоб було видно |
| 28 листопада 1901 року | 06:10:38  | 27 ' південь                       | 38,6 ° схід                   | Стрілець |                                          |
| 14 вересня 1921 року   | 16:22:08  | 1 ° 02 ' південь                   | 6,2 ° схід                    | Лев      | Занадто близько до Сонця, щоб було видно |
| 15 серпня 1940 року    | 13:18:42  | 1 ° 15 ' північ                    | 97,5 ° захід                  | Овен     | Потрійне з'єднання                       |
| 11 жовтня 1940 року    | 23:17:26  | 1 ° 17 ' північ                    | 155,0 ° захід                 | Овен     | Потрійне з'єднання                       |
| 20 лютого 1941 року    | 19:14:02  | 1 ° 21 ' північ                    | 67,7 ° схід                   | Овен     | Потрійне з'єднання                       |
| 18 лютого 1961 року    | 14:42:37  | 14 ' південь                       | 34,6 ° захід                  | Стрілець |                                          |
| 14 січня 1981 року     | 07:58:37  | 1 ° 09 ' південь                   | 103,9 ° захід                 | Діва     | Потрійне з'єднання                       |
| 19 лютого 1981 року    | 07:12:10  | 1 ° 09 ' південь                   | 141,2 ° захід                 | Діва     | Потрійне з'єднання                       |
| 30 липня 1981 року     | 21:32:22  | 1 ° 12 ' південь                   | 57,9 ° схід                   | Діва     | Потрійне з'єднання                       |
| 31 травня 2000 р       | 10:13:27  | 1 ° 11 ' північ                    | 16,9 ° захід                  | Овен     | Важко побачити                           |
| 21 грудня 2020 року    | 13:22:00  | 6 ' південь                        | 30,3 ° схід                   | Козеріг  | Найближчий з 1623 року                   |
| 5 листопада 2040 року  | 13:19:46  | 1 ° 14 ' південь                   | 24,8 ° захід                  | Діва     |                                          |
| 10 квітня 2060 року    | 09:01:25  | 1 ° 09 ' північ                    | 39,8 ° схід                   | Телець   |                                          |
| 15 березня 2080 року   | 08:29:24  | 6 ' північ                         | 43,8 ° захід                  | Козеріг  |                                          |
| 24 вересня 2100        | 01:40:38  | 1 ° 18 ' південь                   | 25,1 ° схід                   | Діва     |                                          |

| Дата                   | Час (UTC) | Положення Юпітера relative to Saturn | Елонгація of Saturn (from the Sun) | Сузір'я  | Примітки                                 |
| ---------------------- | --------- | ------------------------------------ | ---------------------------------- | -------- | ---------------------------------------- |
| 17 липня 1802 року     | 22:57:00  | 39 ' південь                         | 40,6 ° схід                        | Лев      |                                          |
| 19 червня 1821 року    | 16:56:57  | 1 ° 10 ' північ                      | 63,3 ° захід                       | Риби     |                                          |
| 26 січня 1842 р        | 06:16:53  | 32 ' південь                         | 27,1 ° захід                       | Стрілець |                                          |
| 21 жовтня 1861 р       | 12:27:02  | 48 ' південь                         | 39,7 ° захід                       | Лев      |                                          |
| 18 квітня 1881 р       | 13:35:59  | 1 ° 13 ' північ                      | 3,1 ° схід                         | Овен     | Занадто близько до Сонця, щоб було видно |
| 28 листопада 1901 року | 16:37:33  | 26 ' південь                         | 38,2 ° схід                        | Стрілець |                                          |
| 10 вересня 1921 року   | 04:13:03  | 57 ' південь                         | 9,7 ° схід                         | Лев      | Занадто близько до Сонця, щоб було видно |
| 8 серпня 1940 року     | 01:13:20  | 1 ° 11 ' північ                      | 90,9 ° захід                       | Овен     | Потрійне з'єднання                       |
| 20 жовтня 1940 року    | 04:42:14  | 1 ° 14 ' північ                      | 164,0 ° захід                      | Овен     | Потрійне з'єднання                       |
| 15 лютого 1941 року    | 06:36:25  | 1 ° 17 ' північ                      | 72,9 ° схід                        | Овен     | Потрійне з'єднання                       |
| 19 лютого 1961 року    | 00:07:18  | 14 ' південь                         | 34,9 ° захід                       | Стрілець |                                          |
| 31 грудня 1980 року    | 21:17:24  | 1 ° 03 ' південь                     | 90,9 ° захід                       | Діва     | Потрійне з'єднання                       |
| 4 березня 1981 р       | 19:14:36  | 1 ° 03 ' південь                     | 155,9 ° захід                      | Діва     | Потрійне з'єднання                       |
| 24 липня 1981 року     | 04:13:35  | 1 ° 06 ' південь                     | 63,8 ° схід                        | Діва     | Потрійне з'єднання                       |
| 28 травня 2000 р       | 15:56:27  | 1 ° 09 ' північ                      | 14,9 ° захід                       | Овен     | Близько до Сонця; важко побачити         |
| 21 грудня 2020 року    | 18:37:31  | 6 ' південь                          | 30,1 ° схід                        | Козеріг  | Найближчий з 1623 року                   |
| 31 жовтня 2040 року    | 12:02:47  | 1 ° 08 ' південь                     | 20,8 ° захід                       | Терези   |                                          |
| 7 квітня 2060 року     | 22:36:24  | 1 ° 07 ' північ                      | 41,9 ° схід                        | Телець   |                                          |
| 15 березня 2080 року   | 01:49:55  | 6 ' північ                           | 43,5 ° захід                       | Стрілець | Найближче до 2417 року                   |
| 18 вересня 2100        | 22:50:40  | 1 ° 13 ' південь                     | 29,4 ° схід                        | Діва     |                                          |

## Визначні великі з'єднання
Вивчаючи великі з'єднання 1603 року, Йоганн Кеплер вважав, що Вифлеємська зірка могла бути проявом великого з'єднання. Він підрахував, що потрійне з’єднання Юпітера і Сатурна стлося в 7 році д.н.е. (−6 з використанням астрономічної нумерації року). Потрійне з'єднання - це сполучення Юпітера і Сатурна на або поруч з їхнім протистоянням з Сонцем. У такому випадку Юпітер і Сатурн тричі (у зв'язку з видимим ретроградним рухом) займають одне і те ж положення в прямому піднесенні (або екліптичній довготі) протягом декількох місяців. Останнє потрійне з'єднання відбулося у 1980-81 рр., а наступне буде у 2239 році.

### 2000 рік
Передостаннє велике з'єднання відбулося 28 травня 2000 року. Цю подію було важко спостерігати без відповідних пристроїв, оскільки подовження планет було на 14,9° на захід від Сонця, тому пара піднялася лише за короткий час до сходу сонця.

### 2020 рік
Велике з'єднання 2020 року стало найбільшим зближеням планет після 1623 року. Це відбудлося через сім тижнів після геліоцентричного з'єднання, коли Юпітер і Сатурн мали однакову геліоцентричну довготу. Найближче відокремлення відбулось 21 грудня о 18:20 UT, коли Юпітер знаходитився на 0,1° на південь від Сатурна і на 30° на схід від Сонця. Це означає, що обидві планети були видні в одному телескопічному полі зору (хоча їх можна було відрізнити одна від одної без оптичної допомоги). Ці дві планети були видні низько над південно-західним горизонтом у сузір'ї Козерога після заходу сонця. Від середніх північних широт планети перебували за менш ніж 15° висоти через одну годину після заходу сонця.

## Зовнішні посилання
- Велике поєднання [Архівовано 18 січня 2014 у Wayback Machine.] в GeoGebra
- Моделювання орбітального руху Юпітера і Сатурна [Архівовано 8 листопада 2020 у Wayback Machine.] в GeoGebra
- 21 грудня 2020 р. З’єднання Юпітера і Сатурна [Архівовано 21 грудня 2020 у Wayback Machine.]